# Magdalena Knapp-Menzel
Magdalena Knapp-Menzel (* 28. Juni 1964 in Wien) ist eine österreichische Schauspielerin und Schriftstellerin.
Knapp-Menzel arbeitete als Schauspielerin (u. a. Serapionstheater, Schauspielhaus, Theater Gruppe 80, Theater der Jugend, Scala Wien) und Regieassistentin; als Schriftstellerin publizierte sie vorerst in Zeitschriften und Anthologien.
Magdalena Knapp-Menzel übt seit Oktober 2015 die Geschäftsführung der Grazer Autorinnen Autorenversammlung (GAV) aus.

## Publikationen
- Durchwachte Nacht. Gedankenstrich. (gemeinsam mit Christine Huber), Reihe Lyrik der Gegenwart in der Edition Art Science, Wien - St. Wolfgang, 2010
- Magdalena Knapp-Menzel: Ich spreche nicht. Gedichte. Satz, Nachdichtung im Japanischen und Holzschnitte von Anton Manabe. Wien: Herbstpresse, 2006. ISBN 978-3-900476-03-8.
- Magdalena Knapp-Menzel: Maengelexemplar. 10 Bl., brosch. Edition Freibord, Wien 2007. - (Freibord Sonderdruck)
- Magdalena Knapp-Menzel (Autor), Nikolaus Scheibner (Autor), Konrad Berger (Autor), Fritz Widhalm (Hrsg.): Kratze kriz das Leben: Eine Gedichteversammlung für Ilse und Fritz. Verlag Das Fröhliche Wohnzimmer, 2007, ISBN 978-3-900956-00-4